# Clinocera arizonica
Clinocera arizonica är en tvåvingeart som beskrevs av Sinclair 2008. Clinocera arizonica ingår i släktet Clinocera och familjen dansflugor.
Artens utbredningsområde är Arizona. Inga underarter finns listade i Catalogue of Life.